# 再也止不住
《再也止不住》（日语：もう止まらない）是日本搖滾樂團SLAP STICKS的第2張單曲。1995年5月10日由wea japan（日本華納音樂）發行。規格編號WPD6-9033。

## 解說
《再也止不住》是搖滾樂團SLAP STICKS唯一登上Oricon公信榜的單曲，同名標題曲曾被1994年10月至1995年9月由朝日放送製作、朝日電視網播出的電視動畫《咕嚕咕嚕魔法陣》選為後期（第32話－第45話）片尾主題曲使用。後來，2首歌曲都有在SLAP STICKS首張專輯『Free Size Market』收錄。

## 收錄歌曲
1. 再也止不住（もう止まらない）
  - 作詞：多田紀彥，作曲：立井幹也
  - 朝日放送製作、朝日電視網電視動畫《咕嚕咕嚕魔法陣》後期片尾主題曲
2. Runaway
  - 作詞、作曲：SLAP STICKS
3. 再也止不住 (Original Karaoke)

## 演奏者
- 小林正俊－主唱
- 多田紀彥－吉他
- 雨奧崇訓－貝斯
- 立井幹也－爵士鼓
- 奥迫博俊－電子琴